# Coryssocnemis callaica
Coryssocnemis callaica är en spindelart som beskrevs av Simon 1893. Coryssocnemis callaica ingår i släktet Coryssocnemis och familjen dallerspindlar.
Artens utbredningsområde är Venezuela. Inga underarter finns listade i Catalogue of Life.